# 剗海
剗海（剗の海）是公元 9 世紀時，存在於富士山以北的湖泊，是今日富士五湖中的西湖及精進湖的前身。

## 歷史
剗海（剗の海）是曾經在於富士山以北的廣闊湖泊。據日本三代實錄記載，貞觀 六年發生貞觀大爆發，岩漿填入本栖海及剗海︰
貞觀六年七月十七日辛丑 甲斐國言　　駿河國富士大山 忽有暴火 燒碎崗巒 草木焦熱　　土鑠石流 埋八代郡本栖并剗兩水海　　水熱如湯 魚鼈皆死 百姓居宅 與海共埋 或有宅無人 其數難記　　兩海以東 亦有水海 名曰河口海 火焔赴向 河口海　　本栖剗等海 未燒埋之前 地大震動 雷電暴雨 雲霧晦冥 山野難辨 然後有此災異焉　　

（現代語訳）

貞観6年7月17日辛丑、甲斐国（的國司）報告　　駿河国的富士大山突然發生爆發、燒碎山巒、燒焦草木　　泥石流湧埋八代郡的本棲海（本棲湖）及剗海兩個湖泊　　湖水沸熱如溫泉，湖內魚、鼈等生物皆死，百姓的居所及湖泊，一同被溶岩掩埋，死傷難以計算　　溶岩流流向兩湖以東的河口海（河口湖）　　本棲海（本棲湖）、剗海等湖泊。在爆發之前，發生猛烈地震，雷電暴雨，雲霧遮天，令人看不見山野環境，然後才發生爆發